# 624 Hektor
624 Hektor, sau 624 Hector, este un asteroid troian al lui Jupiter descoperit de August Kopff, la 10 februarie 1907. Este cel mai mare asteroid troian cunoscut.

## Caracteristici
Cu dimensiunile de 370 × 200 km, Hektor este corpul ceresc cel mai alungit cunoscut în Sistemul Solar, printre obiectele având o talie de același ordin de mărime. De fapt, este posibil ca 624 Hektor să fie un asteroid binar, ale cărui două componente sunt în contact, legate între ele prin forțe gravitaționale. Ca urmare a unei rezoluții unghiulare prea limitate, observațiile realizate cu ajutorul Telescopului Spațial Hubble în 1993, nu au permis validarea acestei ipoteze, dar nici nu le-au infirmat. 

Orbita lui 624 Hektor.

În iulie 2006, utilizând unitatea a II-a a Observatorului Keck, un telescop cu diametrul de 10 de metri, plasat pe vârful Mauna Kea, în Hawaii și prevăzut cu un sistem de optică adaptativă cât și cu o stea laser, astronomii au putut observa asteroidul Hektor cu o rezoluție fără precedent (0,06 secunde de arc). Imaginile au confirmat o formă duală pentru Hektor, dar au scos în evidență și prezența unui mic satelit, denumit S/2006 (624) 1, de 15 km, plasat la circa 1.000 km de primar.
Hektor este un asteroid de tip D, cu un albedo slab și un spectru roșiatic. Se află în punctul Lagrange L4, în fața lui Jupiter.

## Denumirea asteroidului
Asteroidul 624 Hektor aparține așa-numitei tabere grecești, ca una din cele două facțiuni din luptele legendarului Război al Troiei. Ironie a sorții, Hektor a fost denumit în onoarea eroului troian Hector, fiind inclus într-o grupă greșită: tot așa asteroidul 617 Patroclus aparține taberei troiene, în preajma punctului Lagrange L5, deși este denumit în onoarea unui erou grec.